# Slovenien ved sommer-OL 2012
Slovenien deltog under Sommer-OL 2012 i London som blev arrangeret i perioden 27. juli til 12. august 2012.

## Medaljer
| 2012 London | Guld | Sølv | Bronze | Total |
| Slovenien   | 1    | 1    | 2      | 4     |

### Medaljevinderne
| Slovenien under sommer-OL 2012 i London | Slovenien under sommer-OL 2012 i London | Slovenien under sommer-OL 2012 i London | Slovenien under sommer-OL 2012 i London | Slovenien under sommer-OL 2012 i London |
| Medalje                                 | Navn                                    | Sport                                   | Event                                   | Dato                                    |
| --------------------------------------- | --------------------------------------- | --------------------------------------- | --------------------------------------- | --------------------------------------- |
| Guld                                    | Urška Žolnir                            | Judo                                    | Damernes 63 kg                          | 31. juli                                |
| Sølv                                    | Primož Kozmus                           | Atletik                                 | Men's hammer throw                      | 5. august                               |
| Bronze                                  | Iztok Čop Luka Špik                     | Rowing                                  | Men's double sculls                     | 2. august                               |
| Bronze                                  | Rajmond Debevec                         | Skydning                                | Men's 50 m rifle prone                  | 3. august                               |